# Cerro-Amate
Cerro-Amate est un des onze districts administratifs de la ville andalouse de Séville, en Espagne.
Il est situé à l'est de la ville. Il est limité à l'ouest par le district de Nervión, au nord par le district de San Pablo - Santa Justa et par le district Este-Alcosa-Torreblanca qui constitue également sa limite est, au sud-est par la commune d'Alcalá de Guadaíra et au sud-ouest par le district Sud. Sa population était de 89 954 habitants le 1er janvier 2013.

## Quartiers
Le district est formé de 8 quartiers : Amate, Juan XXIII, Los Pájaros, Rochelambert, Santa Aurelia - Cantábrico - Atlántico - La Romería, Palmete, El Cerro et La Plata.